# Mohamed Atta
Mohamed Atta al-Sayed, arabiska محمد عطا السيد, född 1 september 1968 i Kafr el-Sheikh i Egypten, död 11 september 2001 på Södra Manhattan i New York, USA, var en egyptisk terrorist som styrde det första planet (American Airlines Flight 11) som flög in i World Trade Centers norra torn den 11 september 2001. Han påstås även ha varit ledare för det team som utförde 11 september-attackerna.

## Biografi
Atta föddes i en småstad i Kafr el-Sheikhregionen i nildeltat i Egypten och flyttade med sin familj till Kairo vid 10 års ålder. Hans far var jurist, utbildad både i sharia och i världsliga lagar. Modern kom från en välbärgad familj och även hon var välutbildad. Mohamed Atta var den enda sonen i familjen; han hade två äldre systrar.
Atta studerade arkitektur vid Kairos universitet. Han flyttade till Hamburg i Tyskland 1992 för att fortsätta sina studier vid Technische Universität Hamburg-Harburg där han studerade fram till 1999. 
I Hamburg kom han via Al-Quds-moskén i kontakt med andra medlemmar i "Hamburgcellen", Marwan al-Shehhi, Ramzi Binalshibh och Ziad Jarrah. Atta åkte från Hamburg flera gånger under långa perioder. Bland annat var han i Afghanistan under flera månader under årsskiftet 1999–2000 då han träffade Usama bin Ladin och andra al-Qaida-ledare. Atta och de övriga i Hamburgcellen fick instruktioner om 11 september-attackerna från Khalid Sheikh Mohammed.
Tillbaka i Tyskland år 2000 kontaktade Atta flygskolor i USA och ansökte om, och blev beviljad, visum. I juni samma år anlände Atta till USA och månaden därpå började han och Marwan al-Shehhi ta flyglektioner vid Huffman Aviation i Venice, Florida. Atta fick sin flyglicens i november samma år. 
Under sommaren 2001 tillbringade Atta tid i Spanien där planeringen fortsatte. Han återvände till USA i juli 2001. Den 10 september 2001 åkte Atta med Abdulaziz al-Omari från Boston till Portland, Maine. Tidigt på morgonen den 11 september 2001 tog de flyg tillbaka till Boston, där de bytte till American Airlines Flight 11. Femton minuter efter att planet lyft tog Atta och de övriga kaparna kontroll över planet och 8.46 kraschade Atta planet in i World Trade Centers norra torn.
Efter att namnen på kaparna offentliggjorts hävdade Attas far att Atta inte hade något med det att göra och att han har blivit felaktigt utpekad av Mossad. Han har också sagt att han talat i telefon med sin son två dagar efter 11 september och modern har även i en intervju 2016 hävdat att sonen lever.